# 刀神 (電視劇)
《刀神》（英語：God of Sabre）是香港電視廣播有限公司根據古龍所著的武俠小說《圓月彎刀》改編而拍攝製作的古裝武俠劇集，全劇共九集，監製李鼎倫。

## 故事大綱
年少氣盛的丁鵬(劉松仁)約戰殺父仇人，然其秘籍反落入奸人之手。失意之際，他幸得魔教相助，贈其彎刀一把，遂練成絕世武功，並與溫柔美麗的魔教後人青青 (趙雅芝)締結良緣。 然仙境般的忘憂谷，卻洗不去鵬追逐名利、報仇之心。他於是重出江湖，藉彎刀之神威，爭奪武林盟主之位。其後，鵬更挑戰昔日天下第一劍謝曉鋒，幾陷入其義女謝小玉的圈套，令魔教遭受株連，連妻子也性命不保。 最後，鵬雖廢玉之武功，但已與青陰陽相隔。至此，鵬悟通塵世一切名利、恩仇，皆為過眼雲煙，遂毀彎刀，退隱江湖，不問世事‧‧‧‧‧‧

## 演員表
- 劉松仁　飾　丁　鵬
- 趙雅芝　飾　青　青
- 韓馬利　飾　謝小玉 / 玉亭霞
- 甘國衛　飾　柳若松
- 呂瑞容　飾　秦可情 / 李可笑
- 石　堅　飾　魔教教主
- 湘　漪　飾　教主夫人
- 上官玉　飾　梅　姑
- 關海山　飾　金　獅
- 梁少華　飾　銀　龍
- 郭　峰　飾　銅　駝
- 田　青　飾　謝曉峯
- 白文彪　飾　丁鵬父
- 廖安麗　飾　丁　香
- 鄭麗芳　飾　小　雲
- 高妙思　飾　藍　藍
- 陳國權　飾　紅衣老人
- 馬慶生　飾　黑衣老人
- 關　聰　飾　宋　中
- 何璧堅　飾　謝先生
- 陳家碧　飾　丫　環
- 葉夏利　飾　老公公
- 徐廣林　飾　鍾　展
- 方潔玲　飾　春　花
- 霍潔貞　飾　秋　月
- 曾偉明　飾　阿　古
- 陳勉良　飾　福　升
- 呂良偉　飾　南宮華樹
- 黃思恩　飾　華山傳人
- 鄭厚華　飾　峨嵋傳人
- 陳榮輝　飾　孫伏虎
- 張　生　飾　凌　虛
- 梁　心　飾　成　叔
- 溫柳媚　飾　天　美
- 劉　丹　飾　燕十三
- 梁鴻華
- 楊炎棠
- 黃伯文
- 廖偉雄
- 石少麟
- 朱　剛
- 姚天麗
- 黃宗賜
- 鍾志強
- 陳　東
- 王炳麟
- 梁　雄

## 外部連結
豆瓣电影上《刀神》的資料 （简体中文）
| 英屬香港無綫電視翡翠台 逢星期四 20.05-21.00 | 英屬香港無綫電視翡翠台 逢星期四 20.05-21.00 | 英屬香港無綫電視翡翠台 逢星期四 20.05-21.00 |
| ------------------------------------------- | ------------------------------------------- | ------------------------------------------- |
|                                             | 刀神 (1979.5.3-1979.6.28)                   |                                             |
| 貼錯門神 (1979.2.1-1979.4.26)               | 神龍五虎將 (1979.7.5-1979.8.30)             |                                             |